# ECHL 2010/11
Die Saison 2010/11 war die 23. reguläre Saison der ECHL. Die 19 Teams bestritten in der regulären Saison je 72 Begegnungen. Das punktbeste Team der regulären Saison waren die Alaska Aces, die in den Play-offs ihren zweiten Kelly Cup gewannen.

## Teamänderungen
Folgende Änderungen wurden vor Beginn der Saison vorgenommen:
- Die Charlotte Checkers wechselten in die American Hockey League, in der sie unter selbem Namen mit der zuvor gekauften Lizenz der Albany River Rats antreten.
- Die Johnstown Chiefs wurden nach Greenville, South Carolina, umgesiedelt und spielen fortan unter dem Namen Greenville Road Warriors.

## Reguläre Saison

### Abschlusstabellen
Abkürzungen: GP = Spiele, W = Siege, L = Niederlagen, T = Unentschieden, OTL = Niederlage nach Overtime, GF = Erzielte Tore, GA = Gegentore, Pts = Punkte

#### Western Conference
| Pacific Division    | GP | W  | L  | OTL | SOL | GF  | GA  | Pts |
| ------------------- | -- | -- | -- | --- | --- | --- | --- | --- |
| Bakersfield Condors | 72 | 41 | 27 | 2   | 2   | 222 | 210 | 86  |
| Stockton Thunder    | 72 | 37 | 23 | 5   | 7   | 232 | 210 | 86  |
| Las Vegas Wranglers | 72 | 38 | 29 | 3   | 2   | 216 | 203 | 81  |
| Ontario Reign       | 72 | 27 | 39 | 2   | 4   | 195 | 269 | 60  |

| Mountain Division     | GP | W  | L  | OTL | SOL | GF  | GA  | Pts |
| --------------------- | -- | -- | -- | --- | --- | --- | --- | --- |
| Alaska Aces           | 72 | 47 | 22 | 2   | 1   | 241 | 174 | 97  |
| Idaho Steelheads      | 72 | 32 | 27 | 4   | 9   | 225 | 217 | 77  |
| Utah Grizzlies        | 72 | 33 | 32 | 4   | 3   | 189 | 227 | 73  |
| Victoria Salmon Kings | 72 | 32 | 36 | 2   | 2   | 217 | 234 | 68  |

#### Eastern Conference
| Atlantic Division | GP | W  | L  | OTL | SOL | GF  | GA  | Pts |
| ----------------- | -- | -- | -- | --- | --- | --- | --- | --- |
| Reading Royals    | 72 | 44 | 23 | 2   | 3   | 257 | 220 | 93  |
| Elmira Jackals    | 72 | 32 | 30 | 7   | 3   | 249 | 264 | 74  |
| Trenton Devils    | 72 | 27 | 37 | 2   | 6   | 218 | 257 | 62  |

| North Division      | GP | W  | L  | OTL | SOL | GF  | GA  | Pts |
| ------------------- | -- | -- | -- | --- | --- | --- | --- | --- |
| Kalamazoo Wings     | 72 | 40 | 24 | 2   | 6   | 255 | 225 | 88  |
| Wheeling Nailers    | 72 | 38 | 29 | 0   | 5   | 230 | 210 | 81  |
| Cincinnati Cyclones | 72 | 33 | 29 | 6   | 4   | 199 | 229 | 76  |
| Toledo Walleye      | 72 | 33 | 33 | 4   | 2   | 239 | 255 | 72  |

| South Division           | GP | W  | L  | OTL | SOL | GF  | GA  | Pts |
| ------------------------ | -- | -- | -- | --- | --- | --- | --- | --- |
| Greenville Road Warriors | 72 | 46 | 22 | 3   | 1   | 255 | 192 | 96  |
| South Carolina Stingrays | 72 | 37 | 29 | 3   | 3   | 194 | 204 | 80  |
| Florida Everblades       | 72 | 37 | 30 | 1   | 4   | 236 | 222 | 79  |
| Gwinnett Gladiators      | 72 | 30 | 34 | 3   | 5   | 203 | 250 | 68  |

### Beste Scorer
Abkürzungen: GP = Spiele, G = Tore, A = Assists, Pts = Punkte, PIM = Strafminuten
| Spieler          | Team               | GP | G  | A  | Pts | PIM |
| ---------------- | ------------------ | -- | -- | -- | --- | --- |
| Justin Donati    | Elmira Jackals     | 63 | 27 | 67 | 94  | 83  |
| Wes Goldie       | Alaska Aces        | 72 | 46 | 37 | 83  | 50  |
| Mark Derlago     | Idaho Steelheads   | 67 | 45 | 36 | 81  | 54  |
| Kory Karlander   | Kalamazoo Wings    | 71 | 34 | 46 | 80  | 70  |
| Trent Daavettila | Kalamazoo Wings    | 71 | 32 | 48 | 80  | 24  |
| Ryan Ginand      | Trenton Devils     | 68 | 29 | 46 | 75  | 54  |
| Francis Lemieux  | Florida Everblades | 56 | 28 | 45 | 73  | 91  |
| Yannick Tifu     | Elmira Jackals     | 64 | 28 | 45 | 73  | 109 |
| Andy Bohmbach    | Toledo Walleye     | 65 | 28 | 44 | 72  | 39  |
| Andrew Fournier  | Kalamazoo Wings    | 68 | 38 | 33 | 71  | 20  |

## Kelly-Cup-Playoffs

### Playoff-Baum
|  | Erste Runde | Erste Runde              | Erste Runde           |                       |                          | Zweite Runde | Zweite Runde | Zweite Runde |  |  | Dritte Runde | Dritte Runde | Dritte Runde |  |  | Kelly-Cup-Finale | Kelly-Cup-Finale | Kelly-Cup-Finale |
|  |             |                          |                       |                       |                          |              |              |              |  |  |              |              |              |  |  |                  |                  |                  |
|  | W1          | Alaska Aces              |                       |                       |                          |              |              |              |  |  |              |              |              |  |  |                  |                  |                  |
|  |             | Freilos                  |                       |                       |                          |              |              |              |  |  |              |              |              |  |  |                  |                  |                  |
|  | W1          | Alaska Aces              | 4                     |                       |                          |              |              |              |  |  |              |              |              |  |  |                  |                  |                  |
|  | W1          | Alaska Aces              | 4                     |                       |                          |              |              |              |  |  |              |              |              |  |  |                  |                  |                  |
|  |             |                          | W5                    | Idaho Steelheads      | 0                        |              |              |              |  |  |              |              |              |  |  |                  |                  |                  |
|  | W4          | Las Vegas Wranglers      | W5                    | Idaho Steelheads      | 0                        | 2            |              |              |  |  |              |              |              |  |  |                  |                  |                  |
|  | W4          | Las Vegas Wranglers      |                       |                       |                          | 2            |              |              |  |  |              |              |              |  |  |                  |                  |                  |
|  | W5          | Idaho Steelheads         | 3                     |                       |                          |              |              |              |  |  |              |              |              |  |  |                  |                  |                  |
|  | W5          | Idaho Steelheads         | 3                     | W1                    | Alaska Aces              | 4            |              |              |  |  |              |              |              |  |  |                  |                  |                  |
|  |             |                          |                       | W1                    | Alaska Aces              | 4            |              |              |  |  |              |              |              |  |  |                  |                  |                  |
|  |             | W7                       | Victoria Salmon Kings | 0                     |                          |              |              |              |  |  |              |              |              |  |  |                  |                  |                  |
|  | W3          | W7                       | Victoria Salmon Kings | 0                     | Stockton Thunder         | 1            |              |              |  |  |              |              |              |  |  |                  |                  |                  |
|  | W3          |                          |                       |                       | Stockton Thunder         | 1            |              |              |  |  |              |              |              |  |  |                  |                  |                  |
|  | W6          | Utah Grizzlies           | 3                     |                       |                          |              |              |              |  |  |              |              |              |  |  |                  |                  |                  |
|  | W6          | Utah Grizzlies           | 3                     | W6                    | Utah Grizzlies           | 0            |              |              |  |  |              |              |              |  |  |                  |                  |                  |
|  |             |                          |                       | W6                    | Utah Grizzlies           | 0            |              |              |  |  |              |              |              |  |  |                  |                  |                  |
|  |             |                          | W7                    | Victoria Salmon Kings | 4                        |              |              |              |  |  |              |              |              |  |  |                  |                  |                  |
|  | W2          | Bakersfield Condors      | W7                    | Victoria Salmon Kings | 4                        | 1            |              |              |  |  |              |              |              |  |  |                  |                  |                  |
|  | W2          | Bakersfield Condors      |                       |                       |                          |              |              |              |  |  |              |              |              |  |  |                  |                  |                  |
|  | W7          | Victoria Salmon Kings    | 3                     |                       |                          |              |              |              |  |  |              |              |              |  |  |                  |                  |                  |
|  | W7          | Victoria Salmon Kings    | 3                     | W1                    | Alaska Aces              | 4            |              |              |  |  |              |              |              |  |  |                  |                  |                  |
|  |             |                          |                       |                       |                          |              |              |              |  |  |              |              |              |  |  |                  |                  |                  |
|  |             | E3                       | Kalamazoo Wings       | 1                     |                          |              |              |              |  |  |              |              |              |  |  |                  |                  |                  |
|  | E2          | E3                       | Kalamazoo Wings       | 1                     | Reading Royals           | 3            |              |              |  |  |              |              |              |  |  |                  |                  |                  |
|  | E2          |                          |                       |                       | Reading Royals           | 3            |              |              |  |  |              |              |              |  |  |                  |                  |                  |
|  | E7          | Cincinnati Cyclones      | 1                     |                       |                          |              |              |              |  |  |              |              |              |  |  |                  |                  |                  |
|  | E7          | Cincinnati Cyclones      | 1                     | E2                    | Reading Royals           | 0            |              |              |  |  |              |              |              |  |  |                  |                  |                  |
|  |             |                          |                       | E2                    | Reading Royals           | 0            |              |              |  |  |              |              |              |  |  |                  |                  |                  |
|  |             |                          | E3                    | Kalamazoo Wings       | 4                        |              |              |              |  |  |              |              |              |  |  |                  |                  |                  |
|  | E3          | Kalamazoo Wings          | E3                    | Kalamazoo Wings       | 4                        | 3            |              |              |  |  |              |              |              |  |  |                  |                  |                  |
|  | E3          | Kalamazoo Wings          |                       |                       |                          | 3            |              |              |  |  |              |              |              |  |  |                  |                  |                  |
|  | E6          | Florida Everblades       | 1                     |                       |                          |              |              |              |  |  |              |              |              |  |  |                  |                  |                  |
|  | E6          | Florida Everblades       | 1                     | E3                    | Kalamazoo Wings          | 4            |              |              |  |  |              |              |              |  |  |                  |                  |                  |
|  |             |                          |                       | E3                    | Kalamazoo Wings          | 4            |              |              |  |  |              |              |              |  |  |                  |                  |                  |
|  |             | E4                       | Wheeling Nailers      | 2                     |                          |              |              |              |  |  |              |              |              |  |  |                  |                  |                  |
|  | E1          | E4                       | Wheeling Nailers      | 2                     | Greenville Road Warriors | 3            |              |              |  |  |              |              |              |  |  |                  |                  |                  |
|  | E1          |                          |                       |                       |                          |              |              |              |  |  |              |              |              |  |  |                  |                  |                  |
|  | E8          | Elmira Jackals           | 1                     |                       |                          |              |              |              |  |  |              |              |              |  |  |                  |                  |                  |
|  | E8          | Elmira Jackals           | 1                     | E1                    | Greenville Road Warriors | 3            |              |              |  |  |              |              |              |  |  |                  |                  |                  |
|  |             |                          |                       | E1                    | Greenville Road Warriors | 3            |              |              |  |  |              |              |              |  |  |                  |                  |                  |
|  |             |                          | E4                    | Wheeling Nailers      | 4                        |              |              |              |  |  |              |              |              |  |  |                  |                  |                  |
|  | E4          | Wheeling Nailers         | E4                    | Wheeling Nailers      | 4                        | 3            |              |              |  |  |              |              |              |  |  |                  |                  |                  |
|  | E4          | Wheeling Nailers         |                       |                       |                          |              |              |              |  |  |              |              |              |  |  |                  |                  |                  |
|  | E5          | South Carolina Stingrays | 1                     |                       |                          |              |              |              |  |  |              |              |              |  |  |                  |                  |                  |

### Kelly-Cup-Sieger
| Kelly-Cup-Sieger Alaska Aces | Torhüter: Gerald Coleman, Adam Courchaine Verteidiger: Chad Anderson, Daryl Boyle, Alex Dzielski, Brandon Gentile, Mark Isherwood, Kane Lafranchise, Bryan Miller, Russ Sinkewich, Steve Ward Angreifer: Matt Ambroz, Scott Burt, Ethan Cox, Kory Falite, Curtis Fraser, Wes Goldie, Scott Howes, Dan Kissel, Chris Langkow, Garry Nunn, Tyler Ruegsegger, Brian Swanson Cheftrainer: Brent Thompson Assistenztrainer: Louis Mass |

## Vergebene Trophäen
| Auszeichnung                                                                   | Spieler                           | Team                                     |
| ------------------------------------------------------------------------------ | --------------------------------- | ---------------------------------------- |
| John Brophy Award Bester Trainer                                               | Brent Thompson                    | Alaska Aces                              |
| ECHL Most Valuable Player Bester Spieler der regulären Saison                  | Wes Goldie                        | Alaska Aces                              |
| Kelly Cup Playoffs Most Valuable Player Bester Spieler der Playoffs            | Scott Howes                       | Alaska Aces                              |
| ECHL Rookie of the Year Bester Rookie der regulären Saison                     | Ben Street                        | Wheeling Nailers                         |
| ECHL Goaltender of the Year Bester Torwart der regulären Saison                | Gerald Coleman                    | Alaska Aces                              |
| ECHL Defenseman of the Year Bester Verteidiger der regulären Saison            | Eric Regan                        | Elmira Jackals                           |
| ECHL Leading Scorer Bester Scorer der regulären Saison                         | Justin Donati                     | Elmira Jackals                           |
| ECHL Plus Performer Award Spieler mit der besten Plus/Minus-Bilanz             | Trent Daavettila Brendan Connolly | Kalamazoo Wings Greenville Road Warriors |
| ECHL Sportsmanship Award Hoher sportlicher Standard und vorbildliches Benehmen | Brian Swanson                     | Alaska Aces                              |
| Kelly Cup Gewinner der ECHL-Playoffs                                           | Alaska Aces                       | Alaska Aces                              |
| Henry Brabham Cup Bestes Team der regulären Saison                             | Alaska Aces                       | Alaska Aces                              |
| E. A. „Bud“ Gingher Memorial Trophy Bestes Team der Western Conference         | Kalamazoo Wings                   | Kalamazoo Wings                          |
| Bruce Taylor Trophy Bestes Team der Eastern Conference                         | Alaska Aces                       | Alaska Aces                              |

### All-Star-Teams
| First All-Star Team | First All-Star Team                        |
| ------------------- | ------------------------------------------ |
| Angriff:            | Mark Derlago – Wes Goldie – Kory Karlander |
| Verteidigung:       | Wes Cunningham – Eric Regan                |
| Tor:                | Gerald Coleman                             |

| Second All-Star Team | Second All-Star Team                             |
| -------------------- | ------------------------------------------------ |
| Angriff:             | Trent Daavettila – Ryan Ginand – Francis Lemieux |
| Verteidigung:        | Jason Lepine – Bryan Miller                      |
| Tor:                 | Dov Grumet-Morris                                |

| All-Rookie Team | All-Rookie Team                               |
| --------------- | --------------------------------------------- |
| Angriff:        | Andy Bohmbach – Kael Mouillierat – Ben Street |
| Verteidigung:   | Mark Isherwood – Bobby Raymond                |
| Tor:            | Brian Stewart                                 |